# Siemion Kosberg
Siemion Arijewicz Kosberg (ros. Семён Ариевич Косберг, ur. 14 października?/27 października 1903 w Słucku, zm. 3 stycznia 1965 w Woroneżu) – radziecki inżynier, specjalista w zakresie techniki rakietowej i silników lotniczych.

## Życiorys
Urodził się w rodzinie żydowskiej. W latach 1917–1919 uczył się w szkole komercyjnej w Słucku, 1919–1925 pracował jako kowal i ślusarz w zakładzie ojca, jednocześnie 1922–1924 uczył się na kursach wieczorowych, gdzie uzyskał wykształcenie średnie, a 1925–1926 odbywał służbę wojskową. W 1927 podjął studia w Leningradzkim Instytucie Politechnicznym, a w 1930 ukończył Moskiewski Instytut Lotniczy, od 1931 pracował w Centralnym Instytucie Budowy Silników Lotniczych jako inżynier konstruktor i później szef działu naukowo-badawczego, a w 1940 został zastępcą głównego konstruktora Specjalnego Biura Konstruktorskiego (OKB) zakładu nr 33 w Moskwie Ludowego Komisariatu Przemysłu Lotniczego. 13 października 1941 został głównym konstruktorem OKB-296 ewakuowanego do Bierdska. Opracował silniki lotnicze montowane m.in. w samolotach Ła-5, Ła-7, a po wojnie również Ła-9, Ła-11 i wielu innych modelach. W 1946 OKB zostało przeniesione do Woroneża i przemianowane na OKB-154. Kosberg prowadził tam prace nad płynnym paliwem do silników rakietowych, w tym do rakiet konstruowanych przez Siergieja Korolowa. W 1959 uzyskał stopień doktora nauk technicznych. Zginął w wypadku drogowym. Został pochowany na Cmentarzu Nowodziewiczym. Jego imieniem nazwano krater na Księżycu. Na domu w Woroneżu, w którym mieszkał, umieszczono tablicę pamiątkową.

## Odznaczenia i nagrody
- Złoty Medal „Sierp i Młot” Bohatera Pracy Socjalistycznej (17 czerwca 1961)
- Order Lenina (17 czerwca 1961)
- Order „Znak Honoru” (12 lipca 1957)
- Order Czerwonej Gwiazdy (11 lipca 1943)
- Order Wojny Ojczyźnianej I klasy (16 września 1945)
- Nagroda Leninowska (1960)

a także rozmaite medale.